# Póka Egon
Póka Egon Benedek (Budapest, 1953. augusztus 19. – Budapest, 2021. szeptember 14.) Máté Péter-díjas magyar basszusgitáros, zeneszerző. Póka Pál állatorvos fia.

## Életpályája
Első ismertebb zenekara a Metro volt, a Zorán által vezetett együttesben 1971-ben játszott. Legnagyobb sikerét a Hobo Blues Band tagjaként érte el, 1978-tól 1993-ig 12 lemezen játszott, köztük a legsikeresebb az 1984-ben kiadott dupla album, a Vadászat volt, amelynek zenéjét Tátrai Tiborral közösen szerezték. 2009-től 2011.ig – a zenekar utolsó időszakában – ismét játszott a Hobo Blues Bandben, illetve több alkalommal fellépett Földes Lászlóval. 1997-től 2009-ig a P. Mobil tagja volt, három lemezükön szerepelt. Utolsó zenekaraként a saját formációja, a Póka Egon Experience vezetője volt. A budapesti Kőbányai Zenei Stúdió művészeti szakképző iskola alapítója, igazgatója,  tanára volt.

### Beszámolók a Kőbányai Zenei Stúdióban történt visszaélésekről
Halála után két évvel egykori diákjai és munkatársai közül többen előléptek, hogy beszámoljanak a rendszeres bántalmazásokról, melyek az intézményben érték őket, főként Póka Egon részéről. Több munkatársnő és a stúdió több tanulója számolt be állandósult zaklatásról, fogdosásról, a nőket tárgyiasító légkörről, és a mindenkori trágár hangnemről. Gyimesi László, aki az intézmény fenntartói jogait birtokló Magyar Zeneművészek és Táncművészek Szakszervezetének főtitkára volt 2019-ig, tagadta, hogy bármilyen zaklatással kapcsolatban hivatalos megkeresést kapott volna a növendékek és a munkatársak felől. Többen elhagyták az intézményt, állítólag az iskolában megélt bántalmazások miatt, néhányan még a zenéléssel is felhagytak emiatt.

## Diszkográfia

### Hobo Blues Band
- 1980 Középeurópai Hobo Blues
- 1982 Oly sokáig voltunk lenn
- 1983 Még élünk
- 1984 Vadászat (dupla album)
- 1986 Esztrád
- 1987 Amerikai ima
- 1988 Csavargók könyve
- 1988 Tiltott gyümölcs
- 1990 Tábortűz mellett
- 1991 Kocsmaopera
- 1992 Férfibánat
- 1993 Kopaszkutya (A Kopaszkutya című film zenéje, 1981-ben betiltották)

### P. Mobil
- 1998 Kutyából szalonna
- 1999 Színe-java
- 2009 Mobileum

## Díjak, elismerések
- Kőbánya díszpolgára (2003)
- Blues Patika Életműdíj (2008)
- A Magyar Érdemrend tisztikeresztje (2012)
- Máté Péter-díj (2019)
- Artisjus-díj (2021) (posztumusz)[5]